# Pavel Bednář
Pavel Bednář (Praga, 25 de junio de 1970) es un deportista checo que compitió en piragüismo en las modalidades de aguas tranquilas y maratón. Ganó tres medallas en el Campeonato Mundial de Piragüismo entre los años 1993 y 1997, y una medalla de bronce en el Campeonato Europeo de Piragüismo de 1997.
En la modalidad de maratón, obtuvo seis medallas en el Campeonato Mundial entre los años 1992 y 2003, y tres medallas en el Campeonato Europeo entre los años 2001 y 2005.

## Palmarés internacional

### Piragüismo en aguas tranquilas
| Campeonato Mundial | Campeonato Mundial     | Campeonato Mundial | Campeonato Mundial |
| Año                | Lugar                  | Medalla            | Competición        |
| ------------------ | ---------------------- | ------------------ | ------------------ |
| 1993               | Copenhague (Dinamarca) | Medalla de plata   | C1 10 000 m        |
| 1997               | Dartmouth (Canadá)     | Medalla de bronce  | C2 200 m           |
| 1997               | Dartmouth (Canadá)     | Medalla de bronce  | C4 200 m           |
| Campeonato Europeo |                        |                    |                    |
| Año                | Lugar                  | Medalla            | Competición        |
| 1997               | Plovdiv (Bulgaria)     | Medalla de bronce  | C4 200 m           |

### Piragüismo en maratón
| Campeonato Mundial | Campeonato Mundial                | Campeonato Mundial | Campeonato Mundial |
| Año                | Lugar                             | Medalla            | Competición        |
| ------------------ | --------------------------------- | ------------------ | ------------------ |
| 1992               | Brisbane (Australia)              | Medalla de bronce  | C1                 |
| 1999               | Győr (Hungría)                    | Medalla de plata   | C1                 |
| 2000               | Dartmouth (Canadá)                | Medalla de plata   | C1                 |
| 2001               | Stockton-on-Tees (Reino Unido)    | Medalla de oro     | C1                 |
| 2002               | Zamora (España)                   | Medalla de oro     | C1                 |
| 2003               | Valladolid (España)               | Medalla de plata   | C1                 |
| Campeonato Europeo |                                   |                    |                    |
| Año                | Lugar                             | Medalla            | Competición        |
| 2001               | Győr (Hungría)                    | Medalla de bronce  | C1                 |
| 2003               | Gdansk (Polonia)                  | Medalla de plata   | C1                 |
| 2005               | Týn nad Vltavou (República Checa) | Medalla de bronce  | C1                 |